# Plesina nigroscutellata
Plesina nigroscutellata är en tvåvingeart som beskrevs av Cerretti och Tschorsnig 2008. Plesina nigroscutellata ingår i släktet Plesina och familjen parasitflugor. Inga underarter finns listade i Catalogue of Life.